# Navire mixte

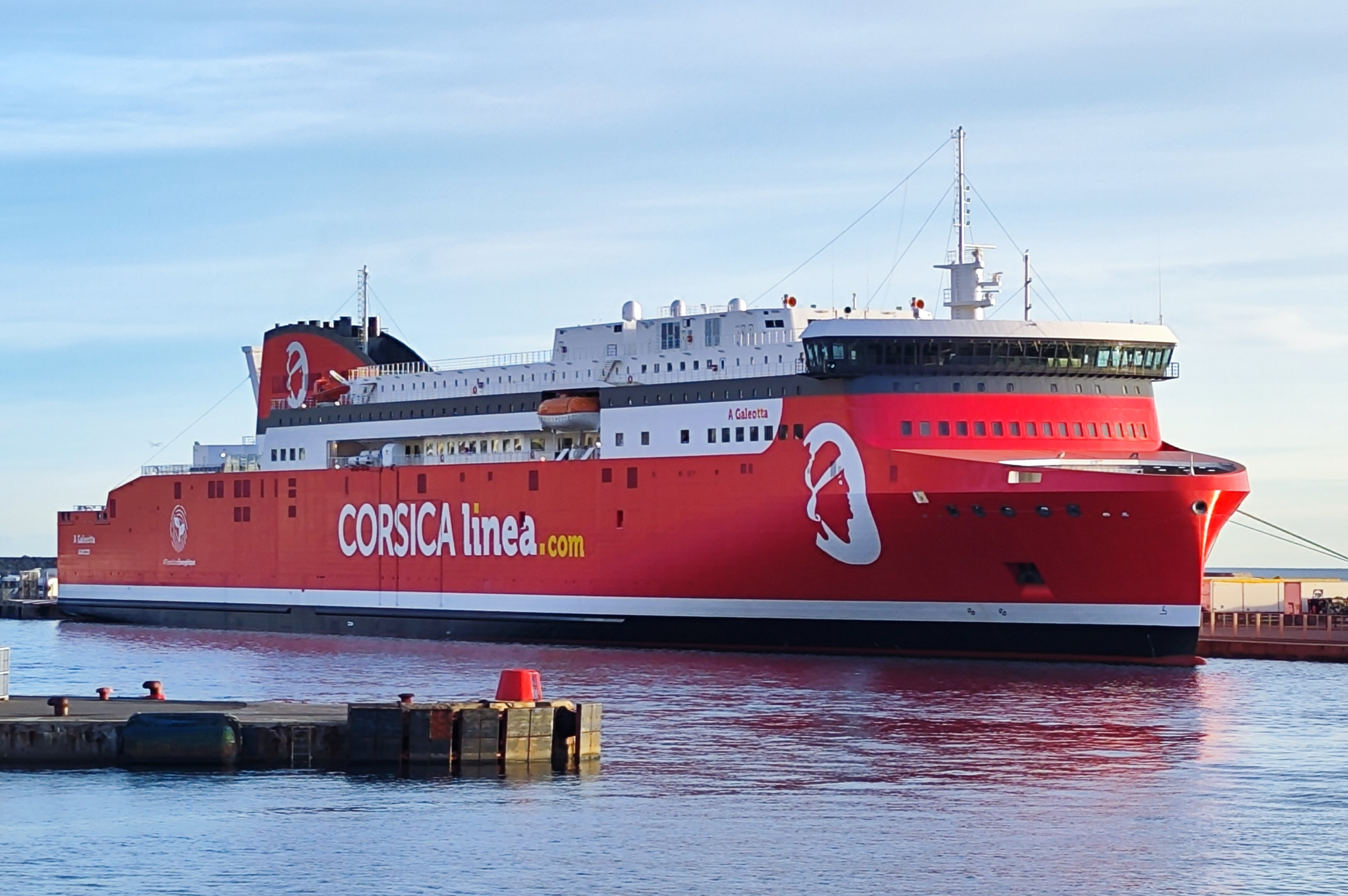
A Galeotta (Corsica Linea)

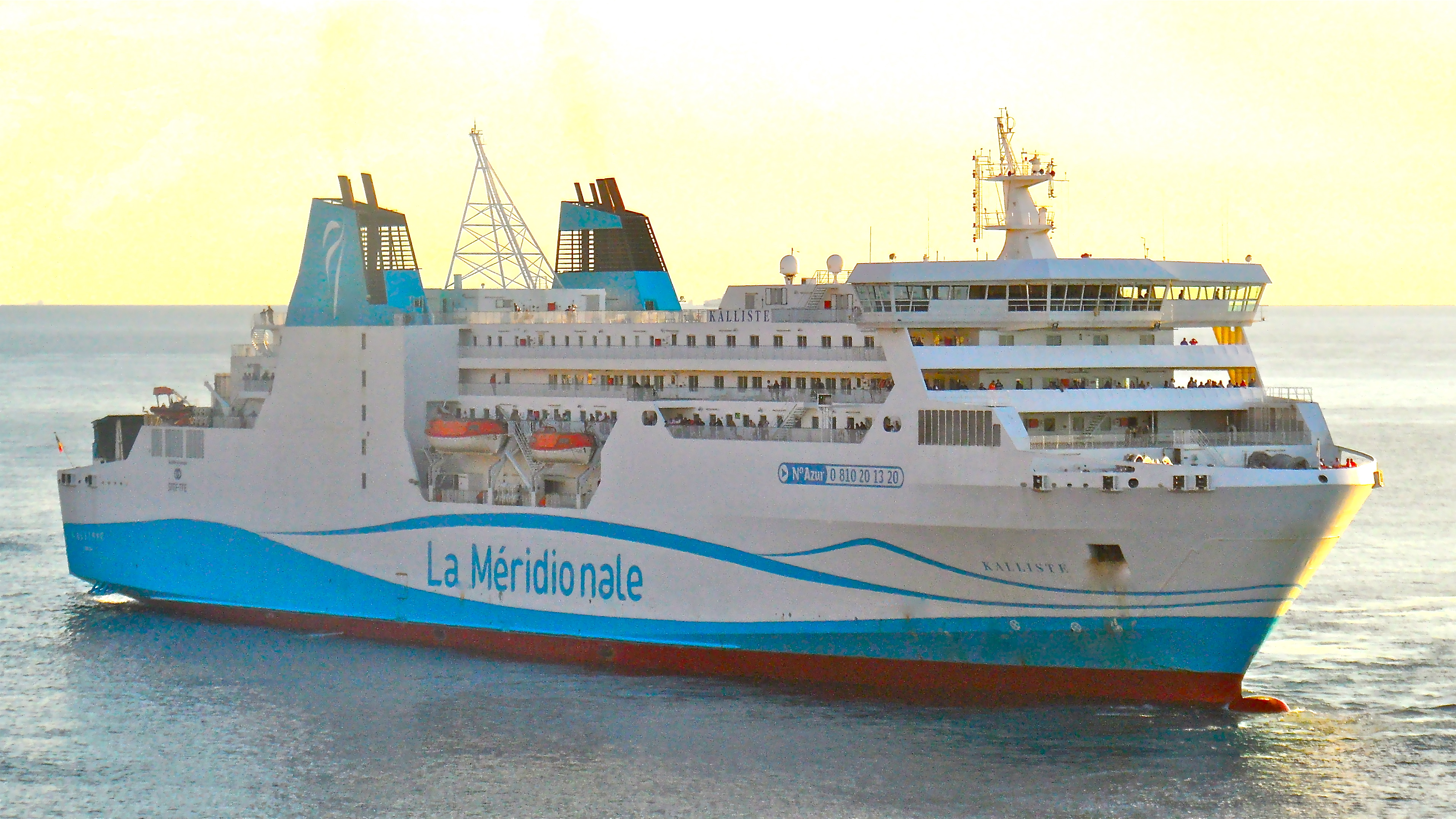
Le Kalliste (compagnie La Méridionale)

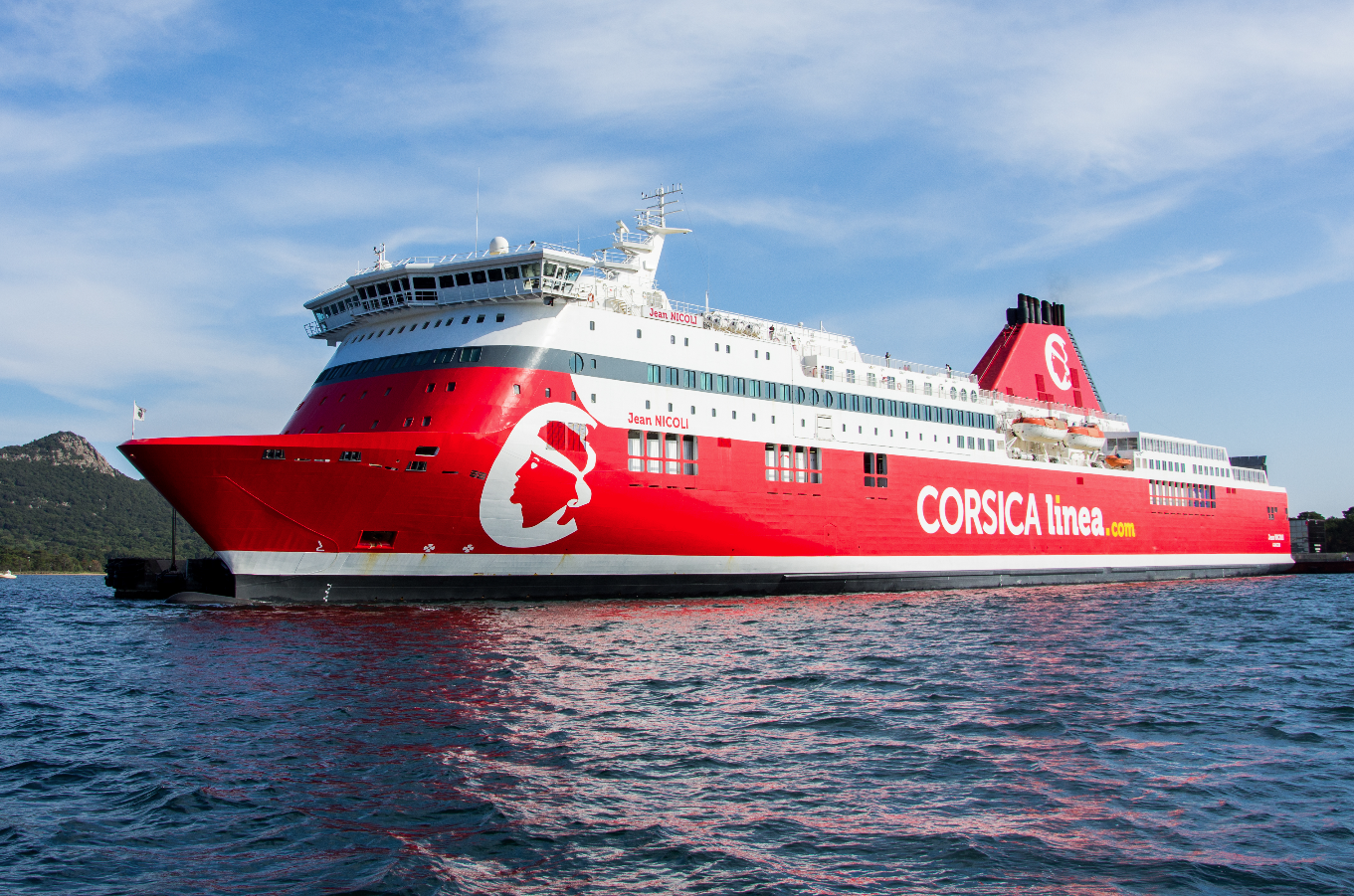
Le Jean Nicoli (Corsica Linea)

Un navire mixte est un navire conçu pour accueillir des passagers et des marchandises. De nos jours, ce sont principalement des ro-pax, de l'acronyme anglais roll-on/roll-off passenger ship, des navires rouliers accueillant également des passagers.
En France, la Compagnie méridionale de navigation (CMN - La Méridionale) possède quatre navires de ce type, Corsica Linea (ex-SNCM) en possède six et la Brittany Ferries en possède trois.
Il existait auparavant des cargos mixtes, cargos pouvant accueillir des passagers, ou des paquebots mixtes, offrant les prestations d'un paquebot mais pouvant embarquer également une importante quantité de marchandises.